# ASARCO
ASARCO ist ein amerikanisches Bergbauunternehmen. Das Unternehmen mit Sitz in Tucson betreibt mehrere Kupfertagebaue (Mission, Silver Bell und Ray) und eine Schmelzhütte in Arizona.

## Geschichte

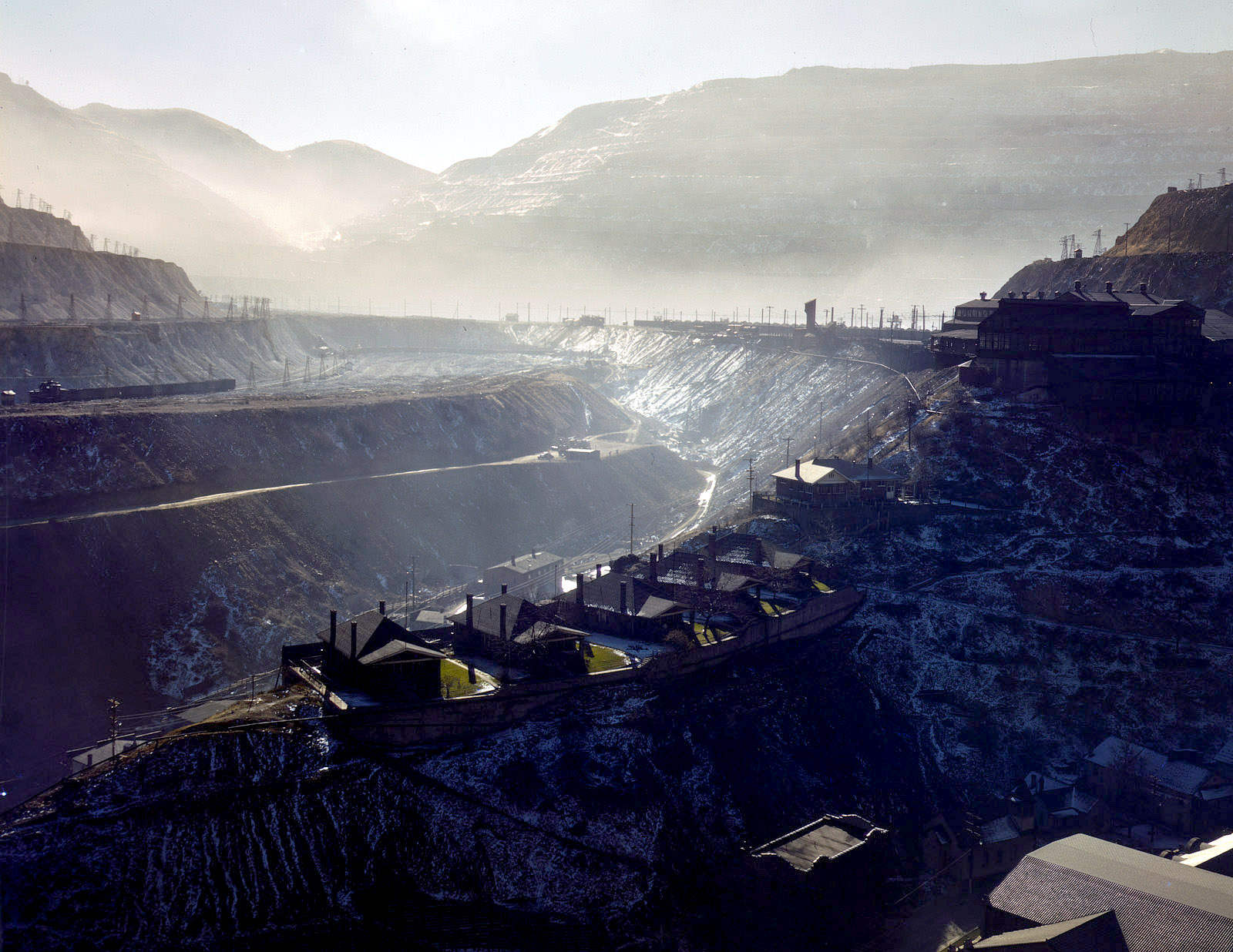
ASARCO-Tagebau in Garfield, Utah (1942)

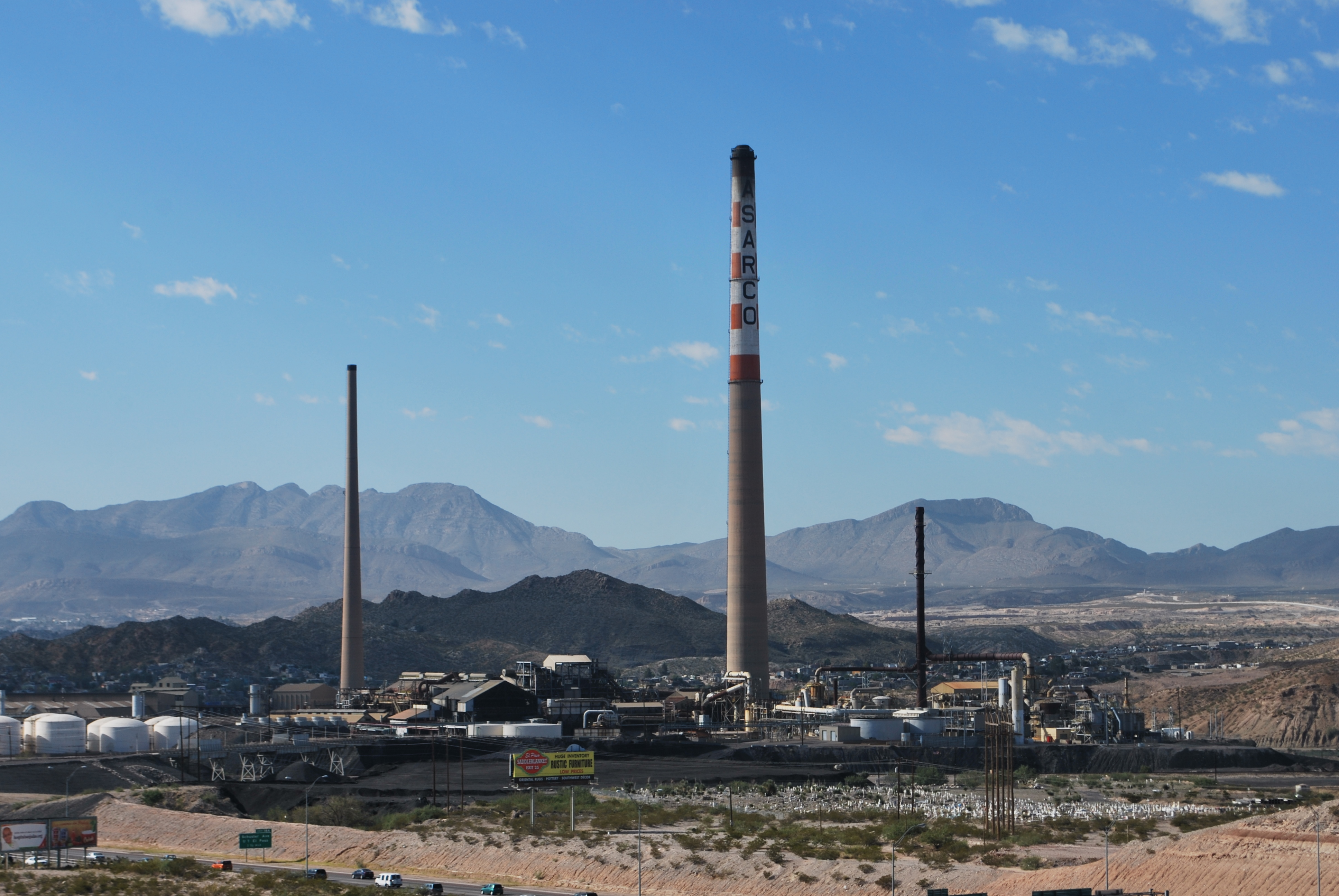
Schornsteine der ASARCO-Hütte in El Paso (1999)

ASARCO wurde 1899 von Henry H. Rogers, William Rockefeller, Adolph Lewisohn, Anton Eilers and Leonard Lewisohn als American Smelting and Refining Company gegründet. Das neue Unternehmen konsolidierte eine Reihe von Blei-Silber-Vorkommen und -Schmelzen. 1901 übernahmen Meyer Guggenheim und später seine Söhne das Unternehmen. Von 1901 bis 1958 war ASARCO Teil des Dow Jones Industrial Average.
1975 wurde benannte sich die Firma in ASARCO Incorporated um. 1999 wurde ASARCO von der Grupo México übernommen, die 1965 selbst als Asarco Mexicana gegründet worden war.
Von 2005 bis 2009 befand sich das Unternehmen im Gläubigerschutz nach Chapter 11. Dadurch konnte ASARCO sich seiner Umweltverpflichtungen entledigen.